# Албансько-югославські відносини
Албансько-югославські відносини — історичні двосторонні відносини між Албанією та зниклою внаслідок розпаду Югославією (зокрема між Албанським королівством і Королівством Югославія у 1928—1939 роках і між Народною Соціалістичною Республікою Албанія та Соціалістичною Федеративною Республікою Югославія в 1946—1992 роках). 
За винятком окремих періодів дружніх взаємин або спроб їх покращити, дві країни підтримували переважно прохолодні або відверто ворожі відносини. Доба близьких відносин тривала відразу після закінчення Другої світової війни, коли Югославія просувала ідею соціально-економічної інтеграції Албанії в Югославію в рамках Балканської федерації (обстоюючи задум об'єднання Албанії зі спорідненим краєм Косово), але після розколу між Тіто і Сталіним 1948 року взаємини переросли в гострий антагонізм.

## Історія

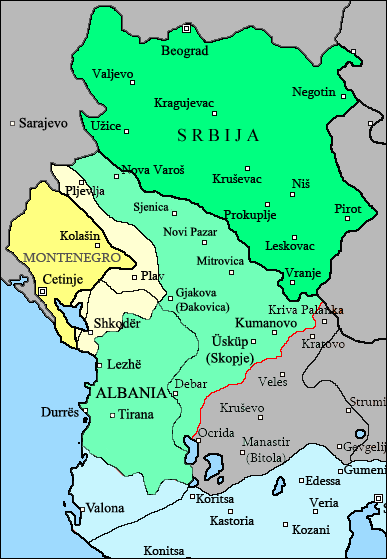
Сфери завоювань на османських Балканах під час Першої Балканської війни.

Початку відносин Албанії з Югославією передували албанські взаємини з Королівством Сербія і Королівством Чорногорія та досвід розпаду Османської імперії на Балканах. Переважно православні балканські країни здобули незалежність на кілька десятиліть раніше від Албанії, тому албанське національне відродження відбувалося в умовах навколишнього державотворення і несприятливого регіонального балансу сил, що підживлювався сплеском націоналізму в Османській імперії. Ця ситуація досягла свого піку за часів Першої Балканської війни, в якій регіональні держави Болгарське царство, Королівство Сербія, Грецьке королівство та Королівство Чорногорія розділили між собою залишок європейської території напівживої Османської імперії. У той час, як їхні попередні зусилля підживлювалися наміром національного визволення, під час Першої Балканської війни все помітнішу роль в ухваленні рішень почав відігравати регіональний баланс сил, тому албанські землі поділили між її сусідами. Водночас уздовж узбережжя у зв'язку з занепокоєнням Великих держав експансією Російської імперії в Середземномор'ї виникло незалежне Князівство Албанія. Однак ця держава не включала населену албанцями область Косово, а також численне албанське населення в сучасних Північній Македонії, Чорногорії та Греції. Протягом Першої світової війни (коли трапилася сербсько-албанська Голгофа) і в перші роки після виникнення югославської держави, створеної шляхом злиття Королівства Сербія з Королівством Чорногорія, Банатом, Бачкою і Баранею та Державою словенців, хорватів і сербів, кордон залишався нечітким. 

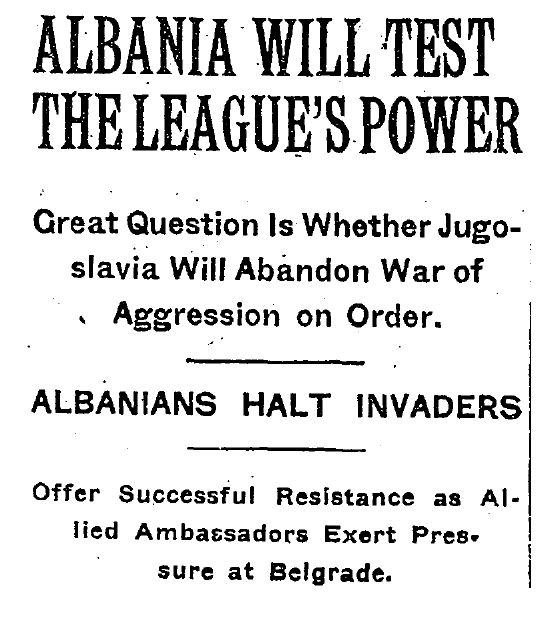
Заголовок у New York Times від 9 листопада 1921 року про вторгнення Югославії в Албанію

1921 року у своїх зусиллях домогтися вигіднішої для Югославії демаркації кордону Королівство СХС підтримало створення Республіки Мірдіта. Нарада послів вирішила зайнятися питанням албансько-югославського кордону, опублікувавши своє бачення незабаром після створення Республіки Мірдіта, при цьому Сполучене Королівство наполягало на невеликих адаптаціях на користь Югославії у районах Дебара, Призрена і Кастрата. Обидві держави-сусідки в намаганні здобути прихильність Комісії з демаркації кордону в березні 1922 року встановили офіційні дипломатичні відносини.
Під час Другої світової війни на основі італійського протекторату в Албанії та подальшої німецької окупації Албанії вдалося утворити дієву клієнтську державу Осі Велика Албанія, що охопила частину території Югославії, переслідуючи місцеве неалбанське населення. У свою чергу, албанський антифашистський національно-визвольний рух тісно співпрацював із югославськими партизанами, перебуваючи під їхнім значним впливом.
Після закінчення Другої світової війни Югославію реорганізували в соціалістичну федерацію шістьох республік. Окрім того, в Народній Республіці Сербія було створено дві автономні області, однією з яких була Автономна область Косово і Метохія з етнічними албанцями. У липні 1946 року Югославія та Албанія підписали Договір про дружбу та співробітництво, а потім і низку технічних та економічних угод, спрямованих на інтеграцію албанської та югославської економік. У той час сербохорватська стала обов'язковим предметом в албанських середніх школах. На пленумі Албанської партії праці в лютому та березні 1948 року керівництво проголосувало за об'єднання албанської та югославської економік і збройних сил, одночасно з цим Кочі Дзодзе запропонував звернутися до Белграда з проханням визнати Албанію сьомою югославською республікою.
1948 року після розколу Тіто—Сталіна відносини змінилися на полярно протилежні. Після 1948 року Югославія розвивала відносно відкриту тітоїстську систему, економічно пов'язану із Західною Європою, та розгорнула бурхливу дипломатичну діяльність серед країн, що не приєдналися ні до якого блоку. Своєю чергою, Албанія перетворилася на дуже самоізольовану автаркічну державу, особливо після радянсько-албанського та китайсько-албанського розколу.
5 лютого 1971 року було досягнуто угоди, якою дипломатичні представництва обох держав повернулися до рівня посольств.